# Wendlandiella gracilis
Wendlandiella gracilis ist eine südamerikanische Palmenart. Sie ist die einzige Art der Gattung Wendlandiella und nach dem deutschen Botaniker und Palmenspezialisten Hermann Wendland (1825–1903) benannt.

## Merkmale
Wendlandiella gracilis ist eine kleine, fiederblättrige Palme des Unterwuchses. Sie ist zwergwüchsig, horstbildend, unbewehrt, mehrmals blühend und diözisch. Der Stamm ist sehr schlank mit langen Internodien und ringförmigen Blattnarben.
Die Chromosomenzahl ist 2n = 28.

### Blätter
Die Blätter sind gefiedert oder ganz, dann bifid und mit gefiederten Nerven. Die Blattscheiden sind schlank, röhrig und nicht aufreißend. Der Blattstiel ist schlank. Die Rhachis ist im Querschnitt annähernd dreieckig. Die Fiederblättchen zählen, so vorhanden, nur 24 pro Seite. Sie haben breite Ansatzstellen, sind dünn, glatt und lanzettlich. Die Mittelrippe und teils ein weiteres Paar von Nerven sind größer.

### Blütenstände
Die Blütenstände stehen zwischen den Blättern (interfoliar). Männliche und weibliche Blütenstände ähneln einander. Sie sind einfach, selten doppelt verzweigt. Der Blütenstandsstiel ist lange Das Vorblatt ist röhrenförmig. Es gibt ein Hochblatt am Blütenstandsstiel, dieses ist röhrig. Die Blütenstandsachse ist kürzer als der -stiel. Die blütentragenden Achsen (Rachillae) sind schlank. Es gibt wenige, die dann fast fingerförmig angeordnet sind, bis viele. Sie tragen kleine, häutige Brakteen. Blüten-Brakteolen sind keine vorhanden.

### Blüten
Die männlichen Blüten stehen in Wickeln von zwei bis sechs Blüten. Die drei Kelchblätter sind kurz verwachsen und haben an der Basis einen deutlichen Buckel. Distal sind sie frei und die Zipfel bilden zumindest in der Knospe eine Haube. Die Ränder der Kelchblätter sind meist dünn. Die drei Kronblätter sind dünn, im trockenen Zustand ohne Nerven, valvat. Zur Blütezeit sind sie ausgebreitet bis zurückgeschlagen. Es sind sechs Staubblätter vorhanden. Ihre Filamente sind im Knospenzustand aufrecht. Sie sind nicht verwachsen. Die Antheren sind mittelgroß mit abgerundeten Enden. Die Konnektive sind fleischig und sehr kurz. Die drei Stempelrudimente sind frei oder kurz verwachsen. Der Pollen ist ellipsoidisch und leicht asymmetrisch. Die Keimöffnung ist ein distaler Sulcus.
Die weiblichen Blüten stehen einzeln oder in vertikalen Paaren. Die drei Kelchblätter sind zu einem flachen, dreizipfeligen Becher verwachsen, der an der Basis Buckel trägt. Die drei Kronblätter sind imbricat, buckelig und etwa doppelt so lang wie die Kelchblätter. Es gibt drei sehr kleine Staminodien. Das Gynoeceum ist annähernd kugelig, dreifächrig mit je einer Samenanlage und trägt drei Narben.

### Früchte und Samen
Die Frucht ist ellipsoidisch mit basalen Narbenresten und Resten der abortiven Fruchtblätter. Zur Reife ist die Frucht orange-rot. Das Exokarp ist glatt, das Mesokarp dünn und frei von Fasern. Das Endokarp ist häutig und hängt nicht am Samen. Der Samen trägt einen einzelnen Raphenzweig, der über die Spitze reiht und einen Seitenzweig, der über jede der beiden Seitenflächen zieht. Das Endosperm ist homogen. Der Embryo sitzt seitlich etwas unterhalb der Mitte.

## Verbreitung und Standorte
Die Art kommt im westlichen Amazonasbecken vor. Das Areal liegt in den Staaten Peru, Brasilien und Bolivien. Es gibt drei Varietäten, die jede in einem eigenen Areal vorkommt. Sie wachsen im Unterwuchs des Tieflandregenwalds auf terra firme.

## Taxonomie und Systematik
Die Gattung Wendlandiella wurde 1905 von Carl Lebrecht Udo Dammer in Botanische Jahrbücher für Systematik, Pflanzengeschichte und Pflanzengeographie Band 36, Teil 3, Beiblatt 80, Seite 31 erstbeschrieben.
Die Gattung Wendlandiella wird innerhalb der Familie Arecaceae in die Unterfamilie Arecoideae, Tribus Chamaedoreeae gestellt. Die Verwandtschaftsbeziehungen von Wendlandiella innerhalb der Tribus sind nicht geklärt.
In der World Checklist of Selected Plant Families der Royal Botanic Gardens, Kew, wird nur die Art Wendlandiella gracilis anerkannt, die in drei Varietäten unterteilt wird:
- Wendlandiella gracilis var. gracilis: Sie kommt vom brasilianischen Bundesstaat Acre bis ins nördliche Peru vor.[2]
- Wendlandiella gracilis var. polyclada (Burret) A.J.Hend.: Sie kommt nur im nördlichen Peru vor.[2]
- Wendlandiella gracilis var. simplicifrons (Burret) A.J.Hend.: Sie kommt von Peru bis Bolivien vor.[2]